# Tat'jana Zatulovskaja
Tat'jana Jakovlevna Zatulovskaja (Baku, 8 dicembre 1935 – 2 luglio 2017) è stata una scacchista israeliana di origine sovietica.

È nota come Tatiana Zatulovskaya in occidente.
Vinse tre volte il campionato sovietico femminile: nel 1960 (ex aequo), 1962 e 1963 (ex aequo).
Nel 1976 ottenne il titolo di Grande Maestro Femminile.
Partecipò con l'Unione Sovietica alle olimpiadi femminili del 1963, dove ottenne la medaglia d'argento individuale e d'oro di squadra, e del 1966, dove realizzò 8 ½ su 9, vincendo la medaglia d'oro sia individuale che di squadra.
Prese parte a diversi cicli di qualificazione per il campionato del mondo femminile, partecipando dal 1964 al 1979 a cinque tornei interzonali e accedendo spesso al torneo dei candidati, ma non riuscì mai a qualificarsi per le finali.
Nel 2000 si trasferì in Israele, partecipando per il suo nuovo paese alle olimpiadi di Bled 2002. 
Nel 2003 vinse il Campionato del mondo seniores femminile di Bad Wildbad, con il risultato di 10/11.